# Borboropactus divergens
Borboropactus divergens là một loài nhện trong họ Thomisidae.
Loài này thuộc chi Borboropactus. Borboropactus divergens được Henry Roughton Hogg miêu tả năm 1914.